# 難波圭一
難波 圭一（なんば けいいち、1957年〈昭和32年〉8月26日 - ）は、日本の声優・俳優・ナレーター。島根県江津市出生、山口県岩国市出身。藤賀事務所所属。ケッケコーポレーション代表。妻は元声優で実業家の荘真由美。元妻は声優の鶴ひろみ。

## 経歴

### 生い立ち
島根県江津市で誕生し、4歳の時に山口県岩国市に転居。
小学校時代は優等生だがひょうきんであり、芝居などが好きであった。給食の時間は、コントを小学5年生まで毎日演じ続けていた。一方で劇を演出したり、脚本を書いたりもしていた。役者として演じることも忘れておらず、『サザエさん』のサザエ役を演じて学校中を笑わせたりもしていた。
中学時代のころも演劇サークルに所属していたが、高校は男子校だったことから「演劇部ではたいしたことはできないんじゃないか」と思い、高校3年生の時にロックバンドを結成、ボーカルをしていた。このころはロングヘアでメイクをして、ロンドンブーツを履いて、ミュージシャンを意識したスタイルで学校に通っていたという。
1976年に修道高等学校卒業後、役者になりたいという旨を両親に伝えると「お金になるかどうか分からないようなことはやめて、家業を手伝え」と反対された。しかし、どうしても役者になりたかった難波はなおも食い下がり「生涯通してやるものを見つけた」と言ったら勘当されたという。

### キャリア

#### 俳優として
親から勘当されたことで帰る場所を失った難波は、その後上京。高校時代から続いていたバンド活動を行って、学園祭を回ったり、デモテープを作ってロックをしていたが、あまりパッとしなかった。色々悩み、「大学だったら演劇科に行こう」と思ったりしていたが、「劇団も受けてみよう」と思ったという。入る劇団を探していたころ、声優の野沢那智が主宰する劇団薔薇座の舞台上でレオタード姿で汗を流す先輩の戸田恵子の姿に魅入られ薔薇座に入団。それからは、芝居がうまくなりたい一心で朝から昼まで稽古場にいたという、劇団に縋り付くような日々を送った。初舞台は『アップルトゥリー』。丁度そのころ、薔薇座がミュージカル路線に変更した時期で、薔薇座にいた多くの先輩劇団員が退団していた。人手不足であったことと、かつてロックミュージシャンを目指していた難波の歌唱力が買われ、入団早々いきなり戸田の相手役に抜擢され、以後さまざまな舞台に立ち続けた。
過去に劇団シアトリカルベース・ワンスモアの代表を務めていた。

#### 声優として
1984年に映画『超人ロック』で声優デビューし、声優業も並行して活動するようになる。また、トランスフォーマーシリーズにおいて数多くのキャラクターの声を担当し、第1作からVまでの5作品に連続して出演した。
2000年代以降は『嗚呼!バラ色の珍生!!』、『伊東家の食卓』など、バラエティ番組などにおけるナレーションを中心に活動。また、インターネット放送などで声優関連企画の講師を務めたこともある。また1990年代から約30年に渡りビデオオプションで「ケロシン難波」名義でナレーションを務めていた。

### 現在まで
2012年8月をもって青二プロダクションを退社、同年9月より藤賀事務所に所属。藤賀事務所移籍後は、テレビドラマに出演する機会が増えている。
2021年1月1日より、声優業についてはケッケコーポレーションに所属することとなった。

## 人物・エピソード
音域はBb - E♯。方言は山口弁、広島弁。役柄としては、二枚目キャラから三枚目、シリアスからギャグまで様々なキャラクターをこなす。
1987年度から1988年度は、NHK教育テレビでの小学生向け音楽番組『ふえはうたう』で、2年間おにいさん役を務め、けいちゃんの愛称で人気を集めた。
7歳年下の妹がいる。元妻は声優の鶴ひろみ、現在の妻は同じく声優の荘真由美。荘とは『キテレツ大百科』とOVA作品『ヤンキー烈風隊』で共演したことを機に結婚している。
松濤アクターズギムナジウムの代表兼主任講師として、後生の育成にも力を注いでいる。大原めぐみは難波が主宰する養成所の卒業生で、難波の教え子である。
ナレーターに関しては「そのときの自分で、そのときの自分の世界観で語る」ことと祖父の「圭一の言っている言葉の意味がわからないんだ」という一言から、早口でも理解してもらえるように話すため、幼いときから好きだった落語による経験が生かされているという。
俳優やタレントなどが声優の仕事を行うことに関しては、「いいですよね。ぼくは声優という小さな世界がなくなることを望んでいます」として好意的に受け止めている。
特技はサックス、歌。趣味はワイン、オペラ鑑賞、茶道。

### 『タッチ』関連
『タッチ』の上杉和也は、放映当時かなり気合を入れて臨んだが、和也が第1部で事故死するというストーリー上、第2部以降はほとんど登場しないため、悲しい思いをしたという。和也が死亡した後は、回想シーンで多少の出番を期待していたようだが、実際には達也や南は写真の前で語ることが多く、和也の台詞が登場する機会はほとんどなかった。浅倉南役の日髙のり子は、2部以降難波に「番組まだ続いているんだね。たまに見てるよ」と沈んだ調子でよく声をかけられたとエピソードを語っている。また、上杉達也役の三ツ矢雄二は、難波に対して「死んじゃってもね、人気があってファンが騒ぐとね、生まれ変わるよ」と励ました。しかし、和也は結局生き返ることは無く、難波が「なんだ、生き返らなかったじゃないですか」と三ツ矢に言うと「SFと現実物とは違うね」と謝罪を受けた。これらのこともあって、後の劇場版製作にあたっては、パンフレット上に彼の復活にとても嬉しそうなコメントをしている。
和也を演じていたころは、共演していた先輩声優によく「難波くん、絵と全然違う芝居やるよね」と言われていた。本人は近年再放送された『タッチ』を見て、「ずいぶん下手だったなぁ」と感じているという。本人曰く「舞台に立っている感覚でやってしまっていたため、アニメーションの感覚をいまいち掴めず苦労した」とのこと。
三ツ矢雄二によれば、オーディション時には難波も達也役でオーディションを受けていたという。

## 出演
太字はメインキャラクター。

### テレビアニメ
1981年
- 新・ど根性ガエル

1983年
- キャッツ♥アイ（警察官）

1984年
- 星銃士ビスマルク（バンズ・グレハム）
- 特装機兵ドルバック（アルバート）
- 北斗の拳 / 2（1984年 - 1987年、シバ、シオン、キム、ラオウ〈少年時代〉、バット） - 2シリーズ
- 魔法の妖精ペルシャ（1984年 - 1985年、室井学）※「漢波圭一」と誤表記
- まんがどうして物語

1985年
- 機動戦士Ζガンダム（カツ・コバヤシ）
- キャプテン翼（シュナイダー）
- ゲゲゲの鬼太郎（第3作）（1985年 - 1988年、駅員A、作業員B、あかなめ〈代役〉、サブ、キヨシ、又三郎、豆腐小僧）
- 昭和アホ草紙あかぬけ一番!（石打ワタル）
- ダーティペア（美形男、美形、クリッキー）
- タッチ（上杉和也）
- ドラえもん（テレビ朝日版第1期）（1985年 - 1996年、浦島太郎、ドラ・ザ・キッド）
- はーいステップジュン（加納零）
- ハイスクール!奇面組（1985年 - 1987年、切出翔）
- 炎のアルペンローゼ（ランディ）
- 名探偵ホームズ（ローベル、アバジャ）

1986年
- Oh!ファミリー（レイフ）
- 青春アニメ全集（信如）
- 聖闘士星矢（1988年 - 1989年、アフロディーテ、ポセイドン〈ジュリアン〉）
- マシンロボ クロノスの大逆襲（コロン）
- ワンダービートS（マイケル・ヤンソン）

1987年
- あんみつ姫（新の助）
- エスパー魔美（1987年 - 1988年、宏一、宮島文雄、若き日の優太郎）
- きまぐれオレンジ☆ロード（1987年 - 1988年、小松整司）
- 新メイプルタウン物語 パームタウン編（ケーリー）
- ついでにとんちんかん（丸美、素歩落太）
- トランスフォーマー ザ☆ヘッドマスターズ（ツインキャスト（ブロードキャスト）、ホワイトレオ、ポリス）
- Bugってハニー（サミエル、リオ）
- 陽あたり良好!（児玉）
- レディレディ!! / ハロー!レディリン（1987年 - 1988年、トマス・ウイバリー、エドワード・ブライトン） - 2シリーズ

1988年
- 魁!!男塾（飛燕）
- 新グリム名作劇場（四男）
- 闘将!!拉麵男（リンピョウ）
- 鉄拳チンミ（リュウカイ）
- トランスフォーマー 超神マスターフォース（ワイルダー）
- ビックリマン（みぞ掘一平、つっぱり坊主）
- のらくろクン（マッチ）
- ひみつのアッコちゃん（正輝、山口）
- プロゴルファー猿（流喬四郎）

1989年
- 青いブリンク（ベガ）
- 悪魔くん（1989年 - 1990年、こうもり猫）
- 美味しんぼ（1989年 - 1992年、男A、長原選手、芝浜樹一、近城勇） - 1シリーズ+特別編
- おぼっちゃまくん（上条）
- かりあげクン（古川クン）
- キテレツ大百科（1989年 - 1990年、青年1、野々花明彦〈初代〉）
- シティーハンター3（和彦）
- 戦え!超ロボット生命体 トランスフォーマーV（レオザック/ライオカイザー）
- 新ビックリマン（ダイヤグレー公）
- ビリ犬なんでも商会（得夫）
- 笑ゥせぇるすまん（1989年 - 1992年、青井達夫、見地目苔、太宰蔵司）

1990年
- からくり剣豪伝ムサシロード（ジライヤン〈2代目〉）
- ジャングル大帝（エド）
- 楽しいムーミン一家（男C）
- チンプイ（小林、エリのおじさん）
- ドラゴンボールZ（ゼシン）
- 八百八町表裏 化粧師（吉三郎）
- 魔法使いサリー（1990年 - 1991年、和也、エルフィン）
- もーれつア太郎（ケムンパス、チュー太郎）

1991年
- OH!MYコンブ（鼻高高、辛味トウガラシ）
- 緊急発進セイバーキッズ（パルン）
- ドラゴンクエスト ダイの大冒険（第1作）（1991年 - 1992年、ポップ）
- どろろんぱっ!（貧乏神）
- ハイスクールミステリー学園七不思議（五郎）
- らんま1/2 熱闘編（ムッシュピコレット）

1992年
- スーパーヅガン（1992年 - 1993年、明智光一、宇津木、男）
- 超電動ロボ 鉄人28号FX（ゾルリック）
- 南国少年パプワくん（タンノくん〈初代〉）
- 21エモン（若者）
- バトルファイターズ 餓狼伝説（アンディ・ボガード）
- 美少女戦士セーラームーン（1992年 - 1995年、海野ぐりお、ゾイサイト、アラン） - 3シリーズ

1993年
- それいけ!アンパンマン（マイクマン）
- ツヨシしっかりしなさい（原田一夫）
- 忍たま乱太郎（忍者）
- バトルファイターズ 餓狼伝説2（アンディ・ボガード）

1994年
- おまかせスクラッパーズ（ボブ）
- D・N・A² 〜何処かで失くしたあいつのアイツ〜（桃生純太）
- とっても!ラッキーマン（猛獣使いマン、忍者マン）
- BLUE SEED（1994年 - 1995年、杉下俊一）

1995年
- 鬼神童子ZENKI（グレン、蛭蟇蟲）
- 新機動戦記ガンダムW（アレックス、ギンター）
- ネオ・ハイパー・キッズ（清十郎）

1996年
- 快傑ゾロ（ラモン）
- 機動新世紀ガンダムX（ルマーク・カウト）
- バケツでごはん（チェザーレ）

1997年
- VIRUS -VIRUS BUSTER SERGE-（マーカス）
- 金田一少年の事件簿（1997年 - 2015年、佐木竜太、和久田春彦、武藤恭一） - 3シリーズ
- マッハGoGoGo（クス王）
- 名探偵コナン（1997年 - 2007年、富沢達二、加納照也、福浦玲治、満楽亭喜三郎、岩田巌、片品陸人）

1998年
- 時空探偵ゲンシクン（アンデルセン）
- TRIGUN（ホッパード・ザ・ガントレット）
- ブレンパワード（エッガ）

1999年
- 魔術士オーフェン Revenge（モンゴメリー）

2000年
- 週刊ストーリーランド（黒川）

2003年
- 無限戦記ポトリス（フロイド）

2004年
- サムライチャンプルー（伝鬼坊）
- ブラック・ジャック（2004年 - 2005年、密猟者、鈴田小太郎）
- ONE PIECE（2004年 - 2005年、シェパード、イトミミズ）

2005年
- ケロロ軍曹（土下座衛門）

2006年
- ふたりはプリキュア Splash Star（モエルンバ）

2009年
- 戦場のヴァルキュリア（ミヒャエル）

2010年
- デジモンクロスウォーズ（2010年 - 2011年、ピノッキモン） - 2シリーズ
- ドラえもん（テレビ朝日版第2期）（磯崎）

2013年
- トリコ（ジョア）

2014年
- 怪盗ジョーカー（マンボー将軍）

2015年
- ONE PIECE 〜アドベンチャー オブ ネブランディア〜（イトミミズ）

2019年
- 聖闘士星矢 セインティア翔（魚座のアフロディーテ）

2021年
- もっと!まじめにふまじめ かいけつゾロリ（貧乏神）

2025年
- GUILTY GEAR STRIVE: DUAL RULERS（アクセル＝ロウ）

### 劇場アニメ
1984年
- 超人ロック（ロック）

1985年
- オーディーン 光子帆船スターライト（林）
- キャプテン翼 ヨーロッパ大決戦（シュナイダー）
- キャプテン翼 危うし! 全日本Jr.（シュナイダー）

1986年
- キャプテン翼 明日に向って走れ!（シュナイダー）
- キャプテン翼 世界大決戦!! Jr.ワールドカップ（シュナイダー）
- タッチ 背番号のないエース（上杉和也）
- タッチ2 さよならの贈り物（上杉和也）
- ハイスクール!奇面組（切出翔）

1987年
- 聖闘士星矢（ヤン）
- Bugってハニー メガロム少女舞4622（リオ）

1988年
- きまぐれオレンジ☆ロード あの日に帰りたい（小松整司）
- 聖闘士星矢 神々の熱き戦い（フレイ）
- 聖闘士星矢 真紅の少年伝説（アフロディーテ）
- ドラえもん のび太のパラレル西遊記（モトヒラ）

1989年
- 悪魔くん（こうもり猫）
- きまぐれオレンジ☆ロード もぎたてスペシャル（小松整司）
- 聖闘士星矢 最終聖戦の戦士たち（アシタロテ）
- 変幻退魔夜行 カルラ舞う!-奈良怨霊絵巻-（池田近江）
- NEMO/ニモ（ウンプ）

1990年
- 悪魔くん ようこそ悪夢ランドへ!!（こうもり猫）
- 愛と剣のキャメロット まんが家マリナ タイムスリップ事件（カーク）
- クロがいた夏（兵隊）
- Pink みずドロボウあめドロボウ（コバルト・ブルー）

1991年
- ドラゴンボールZ 超サイヤ人だ孫悟空（アンギラ）

1992年
- ドラゴンクエスト ダイの大冒険 起ちあがれ!!アバンの使徒（ポップ）
- ドラゴンクエスト ダイの大冒険 ぶちやぶれ!!新生6大将軍（ポップ）

1994年
- 餓狼伝説 -THE MOTION PICTURE-（アンディ・ボガード）

1995年
- スペシャルプレゼント 亜美ちゃんの初恋 美少女戦士セーラームーンSuperS 外伝（海野ぐりお）

1996年
- ウルトラマンカンパニー（ウルトラくん）
- 新きまぐれオレンジ☆ロード そしてあの夏のはじまり（小松整司）
- ドラミ&ドラえもんズ ロボット学校七不思議!?（ドラ・ザ・キッド）

1997年
- ザ☆ドラえもんズ 怪盗ドラパン謎の挑戦状!（ドラ・ザ・キッド）

1998年
- ザ☆ドラえもんズ ムシムシぴょんぴょん大作戦!（ドラ・ザ・キッド）

1999年
- ザ☆ドラえもんズ おかしなお菓子なオカシナナ?（ドラ・ザ・キッド）

2000年
- ザ☆ドラえもんズ ドキドキ機関車大爆走!（キッド）

2001年
- サクラ大戦 活動写真（パトリック・ハミルトン）
- ドラえもん のび太と翼の勇者たち（ダチョウタクシー）
- ドラミ&ドラえもんズ 宇宙ランド危機イッパツ!（ドラザキッド）

2010年
- 映画 プリキュアオールスターズDX2 希望の光☆レインボージュエルを守れ!（モエルンバ）

2011年
- 名探偵コナン 沈黙の15分（山尾渓介）

### OVA
1985年
- 魔法のプリンセス ミンキーモモ 夢の中の輪舞（ペーター）

1986年
- バイオレンスジャック ハーレムボンバー（ケン）

1987年
- JUNK BOY（城山次信）
- TWD EXPRESS ROLLING TAKEOFF（“タイガー”ケン・カトー）

1988年
- 傷追い人（リッキー）
- 恐怖のバイオ人間 最終教師（御祭寛介）
- マドンナ 炎のティーチャー（大林）

1989年
- きまぐれオレンジ☆ロード（1989年 - 1991年、小松整司） - 3作品
- 銀河英雄伝説（ブルームハルト）
- クレオパトラD.C.（夏木〈ナッキー〉）
- 新キャプテン翼（1989年 - 1990年、シュナイダー）
- 左のオクロック!!（保夫）
- 風魔の小次郎（1989年 - 1992年、小次郎） - 3作品
- ヤンキー烈風隊（門田紋乃丞）

1990年
- アリーズ 神話の星座宮（ポセイドン / 一条鳴海）
- ガデュリン（リュウ）
- となりのトコロ（オオカミ）
- ポストの中の明日（目金）

1991年
- ウィザードリィ（アレックス）
- おれ、夕子（佐藤弘和）
- 忍者龍剣伝（リュウ・ハヤブサ）
- 魔獣戦士ルナ・ヴァルガー（ミル・ユード）
- 有閑倶楽部 犬猫まるごとHOWマッチ（剣菱豊作）

1992年
- イース 天空の神殿〜アドル・クリスティンの冒険〜（アスタル）
- カメレオン（矢沢栄作）
- 有閑倶楽部2 香港より愛をこめて（剣菱豊作）

1993年
- お洒落小僧は花マルッ（九条一臣）
- 仮面ライダーSD（ZX）
- ふぁんたじあ（ロール）

1994年
- MINKY MOMO IN 旅だちの駅（駅員）

1995年
- 腐った教師の方程式（柴田まさみ）
- D・N・A² 〜何処かで失くしたあいつのアイツ〜（桃生純太）

1996年
- BADBOYS4 狂連合篇（石本千春）
- BLUE SEED2（杉下俊一）

1998年
- 銀河英雄伝説外伝 千億の星、千億の光（ブルームハルト）
- BADBOYS5（小鳥田康男）

1999年
- 青山剛昌短編集
  - 「夏のサンタクロース」（男）
  - 「ちょっとまってて」（レポーター）

2002年
- GUNDAM EVOLVE 4 RX-78 GP03 DENDROBIUM（パイプ役）
- 聖闘士星矢 冥王ハーデス十二宮編（アフロディーテ）

2006年
- 聖闘士星矢 冥王ハーデス冥界編 後章（アフロディーテ）

2008年
- 聖闘士星矢 冥王ハーデスエリシオン編（アフロディーテ）

2010年
- らんま1/2 悪夢!春眠香（ピコレット・シャルダン）

### Webアニメ
- 聖闘士星矢 黄金魂 -soul of gold-（2015年、アフロディーテ、ポセイドン）
- 悪魔くん（2023年、こうもり猫[PR 28]）

### ゲーム
1990年
- ゴールデンアックス（兵士B、市民B、デスアダー兵士）

1991年
- ファイナルゾーンII（ヴェルダー大佐）※PCエンジン版
- 惑星ウッドストック ファンキーホラーバンド（スティーブ、フェイド）

1992年
- 魔物ハンター妖子 〜魔界からの転校生〜（ショウマ）

1993年
- 魔物ハンター妖子 〜遠き呼び声〜（ショウマ、魔王ヴァルベム）

1994年
- 美少女戦士セーラームーン（ゾイサイト）※PCエンジン
- モンスターメーカー 闇の竜騎士（ウォーケン）

1995年
- 餓狼伝説3（アンディ・ボガード、ビリー・カーン）
- ザ・キング・オブ・ファイターズシリーズ（1995年 - 2010年、アンディ・ボガード） - 14作品
- 闘神伝2（ヴァーミリオン、カオス）
- 北斗の拳（バット）
- REAL BOUT 餓狼伝説（アンディ・ボガード）

1996年
- 闘神伝3（ヴァーミリオン、カオス）
- DE・JA（龍介）※PCエンジン版
- 七つの秘館（黒谷剛矢）

1997年
- シルエットミラージュ（ゾファルMT）
- スーパーロボット大戦F / F完結編（1997年 - 1998年、レナンジェス・スターロード、カツ・コバヤシ） - 2作品
- REAL ABOUT 餓狼伝説SPECIAL（アンディ・ボガード）

1998年
- GUILTY GEAR（アクセル・ロウ）
- スレイヤーズわんだほ〜（ガンドック）
- ブシドーブレード弐（並主寒雲、トニー梅田）
- ブラックマトリクス（ユダ）※セガサターン版
- REAL ABOUT 餓狼伝説2 THE NEWCOMERS（アンディ・ボガード）

1999年
- SDガンダム GGENERATION ZERO（1999年 - 2007年、カツ・コバヤシ〈ZERO - PORTABLE〉、ケビン・フォレスト） - 5作品
- 餓狼伝説 WILD AMBITION（アンディ・ボガード）
- スーパーロボット大戦コンプリートボックス（カツ・コバヤシ）
- dancing blade かってに桃天使II〜Tears of Eden〜（ムカエル）
- ブラックマトリクス AD（ユダ）※ドリームキャスト版

2000年
- アーマード・コア2（LCC）
- GUILTY GEAR X（アクセル・ロウ）
- スーパーロボット大戦α（カツ・コバヤシ）
- ブラックマトリクス+（ユダ）※PlayStation版

2001年
- スーパーロボット大戦α for Dreamcast（カツ・コバヤシ）
- スーパーロボット大戦α外伝（カツ・コバヤシ）
- フェイバリットディア 円環の物語（堕天使ガープ）

2002年
- GUILTY GEAR XX（アクセル・ロウ）

2003年
- GUILTY GEAR XX #RELOAD（アクセル・ロウ）
- GUILTY GEAR ISUKA（アクセル・ロウ）
- 第2次スーパーロボット大戦α（カツ・コバヤシ、エッガ）

2004年
- サクラ大戦V EPISODE 0〜荒野のサムライ娘〜（パトリック・ハミルトン）

2005年
- GUILTY GEAR / -SLASH-（アクセル・ロウ）
- 魁!!男塾（飛燕）
- 聖闘士星矢 聖域十二宮編（アフロディーテ）
- 第3次スーパーロボット大戦α 終焉の銀河へ（カツ・コバヤシ）
- ONE PIECE パイレーツカーニバル（イトミミズ）

2006年
- キャプテン翼（シュナイダー）※PlayStation 2版
- GUILTY GEAR XX Λ CORE -ACCENT CORE-（アクセル・ロウ）

2007年
- 聖闘士星矢 冥王ハーデス十二宮編（アフロディーテ）

2008年
- テイルズ オブ ヴェスペリア（アデコール）

2011年
- 聖闘士星矢戦記（アフロディーテ）
- ドラゴンボールヒーローズ（2011年 - 2018年、アンギラ） - 5作品

2012年
- GUILTY GEAR XX Λ CORE -ACCENT CORE- PLUS R（アクセル・ロウ）
- スーパーロボット大戦OGサーガ 魔装機神II REVELATION OF EVIL GOD（ヌル・ツーホーク）
- 聖闘士星矢Ω アルティメットコスモ（海皇ポセイドン〈ジュリアン・ソロ〉）

2013年
- 聖闘士星矢 ブレイブ・ソルジャーズ（アフロディーテ、ポセイドン）

2014年
- GUILTY GEAR Xrd -SIGN-（アクセル・ロウ）
- スーパーヒーロージェネレーション（ウルトラマンヒカリ / ハンターナイトツルギ）

2015年
- GUILTY GEAR Xrd -REVELATOR-（アクセル・ロウ
- 聖闘士星矢 ソルジャーズ・ソウル（アフロディーテ、ポセイドン）

2019年
- スーパードラゴンボールヒーローズ ワールドミッション（アンギラ）

2020年
- 聖闘士星矢 ライジングコスモ（魚座 アフロディーテ）

2021年
- GUILTY GEAR -STRIVE-（アクセル＝ロウ）

### 吹き替え

#### 映画（吹き替え）
- アバターシリーズ（パーカー・セルフリッジ〈ジョヴァンニ・リビシ〉）
  - アバター[PR 34]
  - アバター:ウェイ・オブ・ウォーター[31]
- イノセント・ラブ（マリオ〈クリストフ・セント・ジョン〉）
- 狼たちの絆（ジム〈レスリー・チャン〉）※BD・DVD版
- 男たちの挽歌II（キット〈レスリー・チャン〉）※VHS版
- ガールズ（ベルナール）※フジテレビ版
- ギャルハント（オリビエ〈エマニュエル・カーセン〉）
- サイレンサー 地球侵略（カムドー）※DVD版
- さよならゲーム ※テレビ朝日版
- 超能力学園Z ※フジテレビ版（DVD収録）
- ニジンスキー（ミーシャ・フォーキン〈ジェレミー・アイアンズ〉）
- 農場の死（マイケル、レポーター）※毎日放送版
- ホーム・アローン2（ロッド・マカリスター〈ジェディダイア・コーエン〉、セドリック〈ロブ・シュナイダー〉）※ソフト版
- マシンガン・ジョニー（トミー・ケリー〈グリフィン・ダン〉）※日本テレビ版
- MOON44（マルク〈マフメット・ユルマズ〉）
- ルートヴィヒ（オットー1世〈ジョン・モルダー・ブラウン〉）※関西テレビ版（BD収録）
- 霊幻道士 ザ・ムービー 空飛ぶドラキュラ・リターンズ（ガアイ・セン）※DVD版

#### ドラマ
- サイボーグ009誕生編（007 / グレート・プリテン）
- ダイナスティ（スティーブン）※NHK総合版
- 名探偵ポワロ「ナイルに死す」（ティム〈ダニエル・ラパイン〉）

#### アニメ
- トランスフォーマーシリーズ
  - 戦え!超ロボット生命体トランスフォーマー（チップ、ブロードキャスト、ダージ 他）
  - トランスフォーマー ザ・ムービー（ブロードキャスト[32]、スカベンジャー[32]、スクラッパー[32]、ジャンキオン[32]、クインテッサ5[32]、シャークトロン3[32]）
  - 戦え!超ロボット生命体トランスフォーマー2010（ブロードキャスト、ダージ[33]、魔女[33]、プリマクロン[33]、小津[33]）
- タンタンの冒険旅行（ラスタポプロス）
- ターザン（ヒューゴ）
- マクダルのカンフーようちえん（マクデブ、ナレーション）

#### 人形劇
- サンダーバード 劇場版（アラン・トレーシー）※VHS版、LDもこの音源を使用
- サンダーバード6号（アラン・トレーシー）※VHS版、LDもこの音源を使用

### CD
- 悪魔くん バラエティワールド 見えない学校 悪魔教室（コウモリ猫）
- アリーズ〜神話の星座宮〜（ポセイドン）
- Crashers Knight&RanII 〜海に眠る夢〜（加川輝紀）
- クリス・クロス 混沌の魔王（ゲイル）
- ゲゲゲの鬼太郎 テーマ曲集「燃えろ！鬼太郎」、「闇夜に気をつけろ」
- CDドラマコレクションズ 三國志（荀彧文若）
- 集英社カセットコミックシリーズ 魁!!男塾 天挑五輪大武會編（三面拳飛燕）
- 集英社カセットコミックシリーズ 魁!!男塾2 死闘!冥凰島決勝トーナメント（飛燕）
- 集英社カセットコミックシリーズ 聖闘士星矢 黄金十二宮〈後編〉（アフロディーテ）
- 集英社カセットブック イズミ幻戦記 鳴動編（イズミ）
- 集英社カセットブック ジョジョの奇妙な冒険 第2巻 アヴドゥル死すの巻（ホル・ホース）
- 集英社CDブック あなたに逢うまで…（1991年、吾妻裕也）
- GUILTY GEAR X DRAMA CD VOL.2（アクセル・ロウ）
- ドラマCD ヤンキー（西恩寺 明）原作：山本よしふみ
- パラサイト・イヴ（長島利明）

### 朗読・オーディオブック
- 「心が軽くなる哲学の教室」より
  - アリストテレス「人間関係が苦手なあなたに」〜哲学の教室 Part2〜（2012年、ナレーション〈朗読〉）
  - パスカル「悩み続けるあなたに」〜哲学の教室 Part2〜（2012年、ナレーション〈朗読〉）
  - ロック「なかなか行動できないあなたに」〜哲学の教室 Part2〜（2012年、ナレーション〈朗読〉）
- 銀河英雄伝説 外伝 ユリアンのイゼルローン日記（2015年、ライナー・ブルームハルト）

### デジタルコミック
- ルパン三世 D2 MANGA（1997年、ルパン三世）

### 特撮
- ウルトラシリーズ
  - ウルトラマンメビウス（2006年、ハンターナイトツルギ / ウルトラマンヒカリの声、魔神怪獣コダイゴンジアザーの声）
  - ウルトラマンメビウス外伝 ヒカリサーガ（2006年、ハンターナイトツルギ / ウルトラマンヒカリの声）
  - ウルトラマンメビウス外伝 アーマードダークネス（2008年、ウルトラマンヒカリの声）
  - ウルトラマンメビウス外伝 ゴーストリバース（2009年、ウルトラマンヒカリの声）
  - 大怪獣バトル ウルトラ銀河伝説 THE MOVIE（2009年、ウルトラマンヒカリの声）
  - ウルトラファイトビクトリー（2015年、ウルトラマンヒカリの声）
  - ウルトラマンジード（2017年、ウルトラマンヒカリの声）
  - ウルトラギャラクシーファイト（2020年 - 2022年、ウルトラマンヒカリの声[34]2シリーズ[一覧 5]
- スーパー戦隊シリーズ
  - 獣拳戦隊ゲキレンジャー（2007年、ナギウの声）
  - 特命戦隊ゴーバスターズ（2012年、ロウソクロイドの声）

### 人形劇
- こどもにんぎょう劇場「いたい夢」（吾作）
- ピコピコポン（ゴジー）

### ラジオ
- 〜ちょいモテおやじ養成番組〜ものほん（TBSラジオ） - パーソナリティ
- サイボーグ009 誕生編（007 / グレート・ブリテン）

### CM
- バンダイ『悪魔くん 見えない学校』（こうもり猫）
- ファミリートレーナー 迷路大作戦
- 新スーパーロボット大戦
- DX人生ゲームIII
- ソルマック（佐川梅三郎）
- ファミリートレーナー 迷路大作戦

### ナレーション
- NHK教育テレビ
  - 「NHK高校講座理科総合A・B」
  - 「げんばるマン」
- 日本テレビ系列
  - 『ザ・ワイド』（読売テレビ共同制作）
  - 『嗚呼!バラ色の珍生!!』
  - 『アムロ今田きっとNo.1』
  - 『ジャムパラ』
  - 『伊東家の食卓』
  - 『サルヂエ』（中京テレビ）
  - 『爆笑100分テレビ!平成ファミリーズ』
  - 『時空間☆世代バトル 昭和×平成 SHOWはHey! Say!』
  - 『火曜サプライズ』（2010年6月8日放送分）
- フジテレビ系列
  - 『めちゃ×2イケてるッ!』嗚呼!めちゃ2色の珍生!!（日本テレビバラ珍のパロディ企画）
- テレビ朝日系列
  - 『スーパーJチャンネル』
  - 『超天然銀座』
  - 『お試しかっ!』（2009年10月4日放送）
- 旅チャンネル
  - 『山本晋也のなるほど!東京散歩』
- ドリフト天国シリーズ
- ビデオオプションシリーズ

### テレビドラマ
- 相棒（テレビ朝日）
  - season11 第11話（2013年） - 永沢成親 役
  - season18 第20話（2020年） - マダナイ（声の出演） 役
- ショムニ2013（2013年7月 - 9月、フジテレビ） - 増口秀樹 役
- 刑事吉永誠一 涙の事件簿 第5話（2013年11月8日、テレビ東京） - 白河雄一郎 役
- 土曜ワイド劇場（テレビ朝日）
  - 森村誠一の終着駅シリーズ28（2014年6月28日） - 岡崎達雄 役
  - 人類学者・岬久美子の殺人鑑定5（2014年11月8日） - 若田巌（鑑識官）役
- 鍵のかかった部屋SP（2014年1月3日、フジテレビ）
- 水曜ミステリー9 特命おばさん検事! 花村絢乃の事件ファイル3（2014年9月3日、テレビ東京） - 佐野幸雄 役
- 孤独のグルメ Season4 第11話（2014年9月17日、テレビ東京） - 三反田豊 役
- フジテレビ開局55周年記念スペシャルドラマ 東京にオリンピックを呼んだ男（2014年10月11日、フジテレビ）
- 女はそれを許さない 第8話（2014年12月9日、TBS） - 山科 役
- ウロボロス〜この愛こそ、正義。（2015年1月16日、TBS）
- 京都人情捜査ファイル 第1話（2015年4月30日、テレビ朝日） - 藤川雅彦 役
- 花咲舞が黙ってない（2015年、日本テレビ） - 早坂支店長 役
- 世にも奇妙な物語 25周年記念!秋の2週連続SP「箱」（2015年、フジテレビ） - 研究員 役
- 警視庁捜査一課9係 season11 第1話（2016年4月6日、テレビ朝日） - 堀省三 役
- 刑事7人（テレビ朝日）
  - Season2 第5話（2016年8月10日） - 小早川卓 役
  - Season6 第1話（2020年8月5日） - 河本春夫 役
- 月曜名作劇場 税務調査官・窓際太郎の事件簿32（2017年5月8日、TBS） - 杉崎巌雄 役
- 日曜プライム CHIEF〜警視庁IR分析室〜（2018年4月15日、テレビ朝日） - 若林章弘 役
- 風の市兵衛（2018年、NHK） - 伝左衛門
- 獣になれない私たち（2018年、日本テレビ） - 大熊 / テレビの声 役
- 集団左遷!!（2019年、TBS） - 武内康隆 役
- ミス・ジコチョー〜天才・天ノ教授の調査ファイル〜（2019年、NHK） - 五十嵐直樹 役
- 監査役野崎修平（2020年1月19日、WOWOW）
- 竜の道（2020年、関西テレビ放送） - 三栗谷忠志 役
- さくらの親子丼（2020年、東海テレビ） - 裁判長 役
- 月曜プレミア8 横山秀夫サスペンス「沈黙のアリバイ」（2020年10月26日、テレビ東京） - 石塚清 役
- 混声の森（2022年） - 久保田祐太郎 役
- 元彼の遺言状 第4話（2022年5月2日、フジテレビ） - 郷田達郎 役
- 悪女（わる）働くのがカッコ悪いなんて誰が言った? 第7話（2022年5月25日、日本テレビ） - 馬場平蔵 役
- 嫌われ監察官 音無一六 season1 第5話（2022年6月3日、テレビ東京） - 木下拓造 役

### 映画
- トイレの花子さん新章 〜花子VSヨースケ〜（2016年7月2日公開） - 仁 役

### 舞台
- 飛べ!京浜ドラキュラ（1982年12月、シアター・アプル、81プロデュース 提携公演）
- 犬の仇討ち
- LIBERUSプロデュース 東京ギロティン倶楽部第一回公演「東京奇人博覧会」（2013年4月17日 - 21日、新宿全労済ホールスペース・ゼロ）

### テレビ番組
- あの歌がきこえる（声の出演）
- 世界の果てまでイッテQ!（日本テレビ） - 外国人吹き替え
- 大胆MAP 人気アニメキャラクターの声をやっている人の顔を全部見せちゃうよ!ベスト30（テレビ朝日、2008年1月20日） - 『タッチ』の上杉和也役として紹介された
- タカアンドトシの道路バラエティ!? バスドラ（テレビ朝日、2015年5月26日） - 『むりやり同窓CAR（第2弾）』に、神谷明、堀川りょう、金田朋子と共に出演
- ふえはうたう（NHK教育テレビ） - ふえのお兄さん / けいちゃん（1987年4月 - 1989年3月 ※第二期の初代おにいさん）
- ティーンズTV 世の中なんでも経済学（NHK教育テレビ） - ネコノミスト

### ラジオドラマ
- 青山二丁目劇場 オリジナルドラマ『夕日のうた』（文化放送） - 修一 役

### 玩具
- ウルトラレプリカ ナイトブレス -BRIGHT EDITION-（2024年8月）

### その他コンテンツ
- トランスフォーマーテレフォン（ブロードキャスト）
- ロマントピア藤原京'95 カプコンパビリオン『ストリートファイターII〜よみがえる藤原京〜』（ケン）